# Furcówka (Ochotnica Górna)
Furcówka – przysiółek wsi Ochotnica Górna w Polsce położony w województwie małopolskim, w powiecie nowotarskim, w gminie Ochotnica Dolna. 
W latach 1975–1998 miejscowość administracyjnie należała do województwa nowosądeckiego.
Furcówka znajduje się w górnej części miejscowości, w ciasnej i głębokiej dolinie potoku Furcówka. Zabudowanie tego przysiółka rozłożone są tuż przy korycie potoku. Wzdłuż potoku prowadzi wąska droga asfaltowa odbiegająca od Drogi Knurowskiej na północ tuż poniżej mostu nad Furcówką, za którym to mostem droga ta ostro zakręca wspinając się na Przełęczą Knurowską.